# Anzar

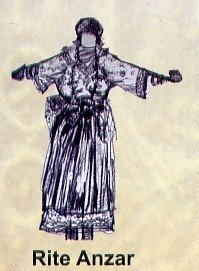
Muñeca representando a la novia de Anzar.

Anzar es un dios de la mitología bereber del Norte de África, dios de la lluvia y el agua, que desempeña un papel destacado en ella, como es el caso de todos los dioses de la lluvia en el mundo mesoamericano griego, romano y egipcio.

## Mitología
Anzar, a menudo llamado Agellid n Ugfur (El rey de la lluvia), es el dios del cielo, las aguas, los ríos, los mares, los arroyos, las fuentes y de la lluvia.
En el norte de África se dedica a él un rito conocido como Tislit n Anzar (La novia de Anzar) durante los períodos de sequía para solicitar la lluvia. Esta tradición ha sido atestiguada en el Rif, en Cabilia, en el Atlas, a Ouarsenis y a los Aurès. Los ritos para hacer llover han sido documentados desde la antigüedad en el norte de África; por ejemplo, Tertuliano habla de una «Virgo Caelestis pluviarum pollicitatrix» (la virgen / novia celestial de la lluvia) (Apologeticus, 23); Dion Casio informa de un episodio en el que un comandante militar romano, con problemas de agua en las zonas desérticas, obtuvo la lluvia recurriendo a prácticas mágicas de los pueblos indígenas (Historia romana 60, 9).

## La leyenda de Anzar
«Había un personaje llamado Anzar. Era el Señor del agua. Quería casarse con una chica de belleza maravillosa: la luna brillaba en el cielo, por lo que brilló la tierra. Su cara era resplandeciente, su ropa era de seda brillante. Solía bañarse en un río con reflejos plateados. Cuando el Señor del agua bajó a la tierra y se acercó a ella, ella se asustó y se retiró.
Un día él le dijo:

Aqli gezmeɣ-d igenwan
a yiwen n yitran
efk-iyi akeğud im fkan
neɣ am kkseɣ aman

Como un rayo he cruzado los cielos. 
Oh estrella entre las estrellas! 
Dame el tesoro que tienes. 
De lo contrario, te privaré de esta agua.

La chica le respondió:

Ttxil-k, ay Agellid n waman
a butɛesabt n lmerjan
nekk i keč iwumi yid fkan
meɛna ugadeghi imennan

Por favor, Señor del agua, 
el de la corona de coral.
Lo sé, estamos hechos uno para el otro, 
pero tengo miedo de lo que dirá la gente.

Con estas palabras, el Señor del agua de repente giró el anillo que llevaba en el dedo, el río se secó repentinamente y desapareció. La chica llamó y se fundió en lágrimas. Entonces se quitó su traje de seda y se quedó desnuda. Y llamó al cielo:

Ay Anzar, ay Anzar
ay ajeğğig uzaɣar
asif err-as lɛinser
ruḥ ad t-err-d ttar

Oh Anzar! oh Anzar! 
Oh tú, florecimiento de las praderas 
Dejad que el río vuelva a fluir, 
y ven a tomar venganza!.

Inmediatamente la chica vio aparecer al Señor de agua con el aspecto de un rayo y se aferró a él. El agua volvió aparecer en el río y toda la tierra recuperó su esplendor primaveral.

## El rito
Anzar es una antigua palabra bereber que en algunas regiones todavía se utiliza en el significado de «lluvia » (por ejemplo, en Yerba, Túnez). Incluso cuando el término ya no existe, suplantado por otras palabras o préstamos del árabe , el nombre de Anzar es conocido y utilizado durante ciertas ceremonias asociadas a la lluvia. Son ritos preislámicos y muchos consideran que Anzar es una divinidad antigua del agua y la lluvia, aunque este nombre no figura entre las muchas deidades del Norte de África que se remontan a los textos griegos y latinos de la antigüedad.
El personaje central de estos rito es Talghonja, llamada Tislit n Wanzer (La novia de Anzar), que antiguamente era una chica de carne y hueso, pero actualmente se ha sustituido por una de muñeca a menudo hecha de una cuchara de madera (aɣenja) vestida con trajes de novia. Esta «novia de Anzar» se debía presentar desnuda a su novio, con el fin de pedir su descendencia en la tierra. Cuando la tierra se vuelve dura y se puede decir que hay «sequía» (aɣurar), los ancianos se reúnen para preparar el día para celebrar Anzar. El día establecido, todas las mujeres, jóvenes y ancianos, salen acompañados con los niños cantando:

Anzar! Anzar!
ay Agellid, rez d aɣurar,
A ttebb nneɛma n wedrar,
A ternu tin uzaɣar...
Anzar, Anzar! br />Oh Rey, para la sequía, 
y que el trigo madure a la montaña,
así como en la llanura ...

Al mismo tiempo llevan en procesión a una joven chica púber y bonita, pintada con henna (حناء) y adornada con las joyas más bonitas, vestida como una novia que se casa.
Actualmente, el rito se ha integrado parcialmente en la religión islámica y la procesión se realiza en general en lugares sagrados, como santuarios o tumbas de marabutes locales, sin una novia auténtica, que la suple una muñeca bellamente adornada como novia. La celebración una vez terminada, la muñeca vuelve a su dueño que la guardará hasta la próxima procesión.